# Харалампиев, Иван
Иван Харалампиев (болг. Иван Харалампиев; 11 ноября 1946, Кюстендил — 29 января 2025, Велико-Тырново) — болгарский лингвист и медиевист.
Ректор Великотырновского университета (1999—2007) и специалист по истории болгарского языка.
Он получил степень по болгарской филологии. В 1999 году защитил профессорское звание. Он читал лекции по исторической грамматике болгарского языка, по истории болгарского литературного языка до эпохи Возрождения и по процессам развития современного болгарского языка.
Кандидат филологических наук с диссертацией на тему «Наречия в литературном болгарском языке второй половины XIV века (Евфимий Тырновский)» (1977). Доктор филологических наук с диссертацией на тему «Будущее болгарского языка с исторической точки зрения (к проблеме языкового прогнозирования)» (1997).
Имеет более 150 публикаций, из них 12 книг, учебников и учебных пособий.
Почётный доктор Тверского государственного университета.
Умер 29 января 2025 года в возрасте 78 лет.